# Luis Gómez (wielrenner)
Luis Antonio Gómez Urosa (23 december 1994) is een Venezolaans wielrenner.

## Carrière
In 2017 won Gómez de derde etappe in de Ronde van Venezuela, door Miguel Ubeto en Cristián Torres voor te blijven in een sprint met tien renners.

## Overwinningen
2017
3e etappe Ronde van Venezuela
2021
 Venezolaans kampioen op de weg, Elite
1e, 4e en 7e etappe Ronde van Venezuela
Puntenklassement Ronde van Venezuela
2022
3e etappe Ronde van Venezuela
Eind- en puntenklassement Ronde van Venezuela